# ديتمار فويدكه
ديتمار فويدكه (بالألمانية: Dietmar Woidke) (مواليد 22 أكتوبر 1961 في نوندورف، مقاطعة كوتبوس، ألمانيا الشرقية)، سياسي ألماني ينتمي إلى الحزب الديمقراطي الاجتماعي الألماني (SPD). يشغل منذ 28 أغسطس 2013 منصب رئيس وزراء ولاية براندنبورغ. كما يشغل بحكم منصبه منصب رئيس المجلس الاتحادي منذ 1 نوفمبر 2019.

## روابط خارجية
- ديتمار فويدكه على موقع مونزينجر (الألمانية)